# Dun-sur-Auron
Dun-sur-Auron é uma comuna francesa na região administrativa do Centro, no departamento Cher. Estende-se por uma área de 50,13 km². Em 2010 a comuna tinha 3 827 habitantes (densidade: 76,3 hab./km²).